# Alfabeto mirandês
O alfabeto mirandês (em mirandês:  abc mirandés, ou abécé mirandés) é o abecedário utilizado para a escrita da língua mirandesa e do sendinês, é derivado do latino e consiste em vinte e quatro letras, sem as letras K (/k/), V (/b/, /v/) e W (/w/, /b/, /β/), que são utilizadas em palavras estrangeiras, símbolos, abreviaturas, adjetivos e substantivos derivados de nomes próprios e palavras estrangeiras.

## Nomes das letras e representações fonéticas
| Letra     | Letra     | Nome da letra em mirandês | AFI                     |
| Maiúscula | Minúscula | Nome da letra em mirandês | AFI                     |
| --------- | --------- | ------------------------- | ----------------------- |
| A         | a         | á                         | /a/, /ɐ/, /ɐ̃/           |
| B         | b         | bé                        | /b/                     |
| C         | c         | cé, qué                   | /k/, /s/                |
| Ç         | ç         | cé de cedilha             | /s/, /z/                |
| D         | d         | dé                        | /d/, /ð/                |
| E         | e         | é                         | /ɛ/, /e/, /ɨ/, /ɛ/, /ɨ̃/ |
| F         | f         | fé                        | /f/                     |
| G         | g         | gué                       | /g/, /ɣ/, /ʒ/           |
| H         | h         | agá                       | —                       |
| I         | i         | i                         | /i/, /j/, /ĩ/           |
| J         | j         | jé                        | /ʒ/                     |
| L         | l         | lé                        | /l/, /ɫ/                |
| M         | m         | mé                        | /m/, /~/                |
| N         | n         | né                        | /n/, /~/                |
| O         | o         | ó                         | /ɔ/, /o/, /u/, /õ/      |
| P         | p         | pé                        | /p/                     |
| Q         | q         | qué                       | /k/                     |
| R         | r         | ré                        | /ɾ/, /ʁ/                |
| S         | s         | sé                        | /s̥/, /z̥/                |
| T         | t         | té                        | /t/                     |
| U         | u         | u                         | /u/, /w/, /ũ/           |
| X         | x         | xiç                       | /ʃ/                     |
| Y         | y         | i griego                  | /j/                     |
| Z         | z         | zé                        | /z/                     |